# Svømning under sommer-OL 2012 – 200m butterfly mænd
200 meter butterfly for mænd under Sommer-OL 2012 vil finde sted 30. og 31. juli i London Aquatics Centre. 

## Program
| 30. juli                    | 11:38 | Indledende heat |
| 30. juli                    | 21:31 | Semifinaler     |
| 31. juli                    | 20:48 | Finale          |
| Alle tidspunkt er dansk tid |       |                 |

## Resultater

### Indledende heat
| Placering | Heat | Bane | Svømmer              | Nationalitet | Tid     | Kommentarer |
| --------- | ---- | ---- | -------------------- | ------------ | ------- | ----------- |
| 1         | 5    | 3    | Dinko Jukic          | AUT          | 1.54,79 | Q           |
| 2         | 5    | 6    | Tyler Clary          | USA          | 1.54,96 | Q           |
| 3         | 3    | 7    | Velimir Stjepanovic  | SRB          | 1.54,99 | Q           |
| 4         | 3    | 3    | Chad le Clos         | RSA          | 1.55,23 | Q           |
| 5         | 5    | 4    | Michael Phelps       | USA          | 1.55,53 | Q           |
| 6         | 3    | 5    | Chen Yin             | CHN          | 1.55,60 | Q           |
| 7         | 3    | 6    | Kazuya Kaneda        | JPN          | 1.55,70 | Q           |
| 8         | 4    | 4    | Takeshi Matsuda      | JPN          | 1.55,81 | Q           |
| 9         | 4    | 3    | László Cseh          | HUN          | 1.55,86 | Q           |
| 10        | 3    | 4    | Wu Peng              | CHN          | 1.55,88 | Q           |
| 11        | 5    | 2    | Pawel Korzeniowski   | POL          | 1.56,09 | Q           |
| 12        | 5    | 5    | Nick D'Arcy          | AUS          | 1.56,25 | Q           |
| 13        | 4    | 5    | Bence Biczó          | HUN          | 1.56,51 | Q           |
| 14        | 5    | 1    | Chris Wright         | AUS          | 1.56,69 | Q           |
| 15        | 4    | 1    | Nikolay Skvortsov    | RUS          | 1.56,76 | Q           |
| 16        | 3    | 1    | Ioannis Drymonakos   | GRE          | 1.56,97 | Q           |
| =17       | 4    | 6    | Kaio Almeida         | BRA          | 1.56,99 |             |
| =17       | 3    | 2    | Joe Roebuck          | GBR          | 1.56,99 |             |
| 19        | 4    | 7    | Marcin Cieślak       | POL          | 1.57,07 |             |
| 20        | 5    | 7    | Roberto Pavoni       | GBR          | 1.57,55 |             |
| 21        | 4    | 2    | Leonardo Deus        | BRA          | 1.58,03 |             |
| 22        | 2    | 3    | Pedro Oliveira       | POR          | 1.58,45 |             |
| 23        | 4    | 8    | Stefanos Dimitriadis | GRE          | 1.58,79 |             |
| 24        | 3    | 8    | Robert Zbogar        | SLO          | 1.58,99 |             |
| 25        | 2    | 8    | Mauricio Fiol        | PER          | 1.59,02 |             |
| 26        | 5    | 8    | Joseph Schooling     | SIN          | 1.59,18 |             |
| 27        | 2    | 1    | Marcos Lavado        | VEN          | 1.59,31 |             |
| 28        | 2    | 2    | Illya Chuyev         | UKR          | 1.59,65 |             |
| 29        | 2    | 5    | Alexandru Coci       | ROU          | 1.59,67 |             |
| 30        | 2    | 7    | Hsu Chi-Chieh        | TPE          | 1.59,81 |             |
| 31        | 2    | 6    | David Sharpe         | CAN          | 1.59,87 |             |
| 32        | 1    | 4    | Gal Nevo             | ISR          | 1.59,98 |             |
| 33        | 2    | 4    | Alexandre Liess      | SUI          | 2.00,13 |             |
| 34        | 1    | 3    | Omar Pinzon          | COL          | 2.02,32 |             |
| 35        | 1    | 6    | Diego Castillo       | PAN          | 2.04,72 |             |
| 36        | 1    | 5    | Yousef Al-Askari     | KUW          | 2.05,41 |             |
| 37        | 1    | 2    | Hocine Haciane       | AND          | 2.06,37 |             |

### Semifinaler

#### Semifinale 1
| Placering | Bane | Svømmer            | Nationalitet | Tid     | Kommentarer |
| --------- | ---- | ------------------ | ------------ | ------- | ----------- |
| 1         | 6    | Takeshi Matsuda    | JPN          | 1.54,25 | Q           |
| 2         | 5    | Chad le Clos       | RSA          | 1.54,34 | Q, AF       |
| 3         | 3    | Yin Chen           | CHN          | 1.54,43 | Q           |
| 4         | 4    | Tyler Clary        | USA          | 1.54,93 | Q           |
| 5         | 2    | Peng Wu            | CHN          | 1.55,65 |             |
| 6         | 7    | Nick D'Arcy        | AUS          | 1.56,07 |             |
| 7         | 8    | Ioannis Drymonakos | GRE          | 1.58,05 |             |
| 8         | 1    | Chris Wright       | AUS          | 1.58,56 |             |

#### Semifinale 2
| Placering | Bane | Svømmer             | Nationalitet | Tid     | Kommentarer |
| --------- | ---- | ------------------- | ------------ | ------- | ----------- |
| 1         | 3    | Michael Phelps      | USA          | 1.54,53 | Q           |
| 2         | 4    | Dinko Jukic         | AUT          | 1.54,95 | Q           |
| 3         | 7    | Pawel Korzeniowski  | POL          | 1.55,04 | Q           |
| 4         | 5    | Velimir Stjepanovic | SRB          | 1.55,13 | Q           |
| 5         | 1    | Bence Biczo         | HUN          | 1.55,36 |             |
| 6         | 6    | Kazuya Kaneda       | JPN          | 1.55,56 |             |
| 7         | 2    | Laszlo Cseh         | HUN          | 1.55,88 |             |
| 8         | 8    | Nikolay Skvortsov   | RUS          | 1.56,53 |             |